# نجیب منگوود
نجیب منگوود (انگلیسی: Nadjib Mengoud؛ زادهٔ ۲۵ مهٔ ۱۹۹۶) بازیکن فوتبال اهل اسپانیا است.
از باشگاه‌هایی که در آن بازی کرده‌است می‌توان به باشگاه ورزشی تنریف و باشگاه فوتبال رئال مورسیا اشاره کرد.